# Rio Grande (Belize)
Der Rio Grande ist ein Fluss im Toledo District in Belize. Er mündet nach einem Verlauf von etwa 85 km in das Karibische Meer. Er hat ein Einzugsgebiet von ungefähr 660 km².

## Verlauf
Der Rio Grande entspringt in den Maya Mountains im Columbia River Forest Reserve. Dort nimmt er unterirdisch auch das Wasser des Central River auf, der in den Maya-Bergen im Karst versickert. Der Rio Grande verläuft weiter nach Südosten bis San Miguel. Im Westen von Big Falls nimmt er dann von rechts den Columbia Branch auf, der von San Pedro Columbia kommt. Im Dorf Silver Creek mündet der Silver Creek in den Rio Grande, der dann durch Big Falls und vorbei an Pine Hill. Im Norden von Jacintoville und Forest Home nimmt der Strom von rechts den Jacinto Creek auf. Zuletzt mündet der Rio Grande im Nordosten von Cattle Landing ins Karibische Meer.
In Big Falls verläuft der Southern Highway mit einer Brücke über den Strom.